# Pagode Daqin

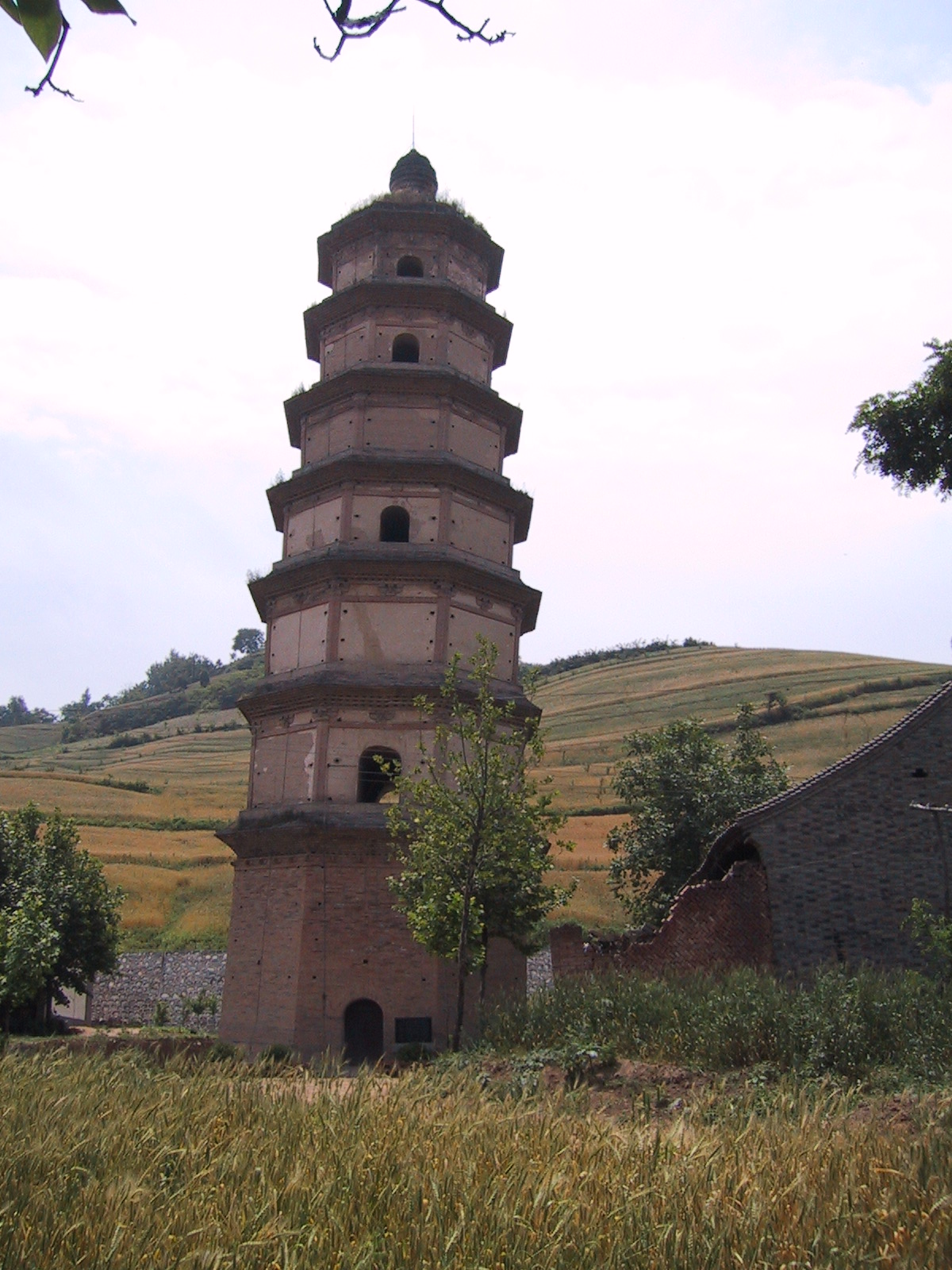
Pagode Daqin en 2003.

La Pagode Daqin, signifiant Tour romaine (Da Qin) est un monument chinois se trouvant à Chang'an. 
Il s'agit des vestiges de la plus ancienne église de Chine, et a été construite au VIIe siècle.